# 페나호
페나호(Fena Lake)는 괌 최대 호수로 인공 저수지다. 괌의 남부 군사시설 인근에 있으며 람람산, 알리판산, 주물롱망글로산에서 내려다보인다. 호수물은 남서쪽으로 흘러나가 탈로포포만으로 흐른다.

## 역사
페나저수지 공사가 1940년대 후반에 시작해서 1951년에 완공됐다. 해당 저수지의 목적은 물 제공이다. 총 공사비는 1100만 불이 들었다. 미국 해군이 높이 85피트의 댐을 지었다. 괌의 모든 식수원이 되는 빗물은 페나호의 모든 호수물을 공급한다.